# Новопавловка (Оренбургская область)
Новопавловка — село в Акбулакском районе Оренбургской области России. Административный центр Новопавловского сельсовета.

## География
Село находится в южной части Оренбургской области, в подзоне южных сухих степей, на расстоянии примерно 13 километров (по прямой) к северу от посёлка Акбулак, административного центра района. Абсолютная высота — 182 метра над уровнем моря.
Климат
Климат характеризуется как сухой континентальный с морозной зимой и жарким летом. Средняя температура воздуха самого тёплого месяца (июля) — 20 — 25 °C; самого холодного (января) — −15 — −20 °C. Среднегодовое количество атмосферных осадков составляет 250—280 мм. Снежный покров держится в среднем около 139—140 дней в году.
Часовой пояс
Село Новопавловка, как и вся Оренбургская область, находится в часовой зоне МСК+2. Смещение применяемого времени относительно UTC составляет +5:00.

## Население
| 2010 |
| ---- |
| 748  |

Гендерный состав
По данным Всероссийской переписи населения 2010 года в гендерной структуре населения мужчины составляли 46,7 %, женщины — соответственно 53,3 %.
Национальный состав
Согласно результатам переписи 2002 года, в национальной структуре населения русские составляли 36 % из 920 чел., казахи — 34 %.

## Инфраструктура
Действуют школа, детский сад и фельдшерско-акушерский пункт.

## Улицы
Уличная сеть села состоит из пяти улиц и шести переулков.